# فرانک استپلتون
فرانک استپلتون (هلندی: Frank Stapleton؛ زادهٔ ۱۰ ژوئیهٔ ۱۹۵۶) یک بازیکن فوتبال اهل ایرلند است.

## باشگاهی
از باشگاه‌هایی که در آن بازی کرده‌است می‌توان به باشگاه فوتبال برادفورد سیتی، آژاکس آمستردام، باشگاه فوتبال آرسنال، باشگاه فوتبال لو آور، باشگاه فوتبال دربی کانتی، اندرلشت، باشگاه فوتبال منچستر یونایتد، باشگاه فوتبال بلکبرن راورز، باشگاه فوتبال هادرسفیلد تاون، و باشگاه فوتبال برایتون و هاو آلبیون اشاره کرد.